# شمردا
شمردا (به صربی: Šomrda) یک کوه در صربستان است که در Eastern Serbia واقع شده‌است. شمردا ۸۰۳ متر بالاتر از سطح دریا واقع شده‌است.